# 1991 TF4
1991 TF4 är en asteroid i huvudbältet som upptäcktes 10 oktober 1991 av den amerikanske astronomen K. J. Lawrence vid Palomar-observatoriet.
Asteroiden har en diameter på ungefär 9 kilometer.